# Sabrina Ceesay
Sabrina Ceesay (* 19. April 1988 in Münster) ist eine deutsche Theater- und Filmschauspielerin.

## Biografie
Ceesay wurde in Münster geboren. Noch während ihres Schauspielstudiums von 2009 bis 2012 an der Schauspielschule International Network of Actors in Berlin wurde sie 2012 für die Produktion von Arthur Millers Hexenjagd an das Staatstheater Kassel engagiert. Dort war sie von 2013 bis 2017 festes Ensemblemitglied. Seit 2016 ist Ceesay auch als Filmschauspielerin tätig. 2017 gastierte sie in Shakespeares Der Widerspenstigen Zähmung am Ernst Deutsch Theater in Hamburg.
Ab Sommer 2017 arbeitete Sabrina Ceesay freischaffend und war am Staatsschauspiel Dresden in Ayad Akhtars Geächtet zu sehen sowie am Landestheater Niederösterreich in St. Pölten in der österreichischen Erstaufführung von Elfriede Jelineks Am Königsweg.
Von 2019 bis 2022 war Ceesay Ensemblemitglied am Schauspielhaus Hannover.

## Filmografie
- 2016: Lena Lorenz: Von weit her (Fernsehreihe)
- 2016: Vor der Morgenröte
- 2018: Großstadtrevier (Fernsehserie, Folge Harrys Aussage)
- 2020: KI, die letzte Erfindung (Fernsehfilm)
- seit 2021: Nachtschicht (Fernsehreihe) → siehe Besetzung
- 2021: SOKO Stuttgart (Fernsehserie, Folge Krankes System)
- 2021: In aller Freundschaft (Fernsehserie, Folge Parallelwelten)
- 2022: Die Chefin (Fernsehserie, Folge Der letzte Weg)
- 2022: Die nettesten Menschen der Welt (Fernsehserie)
- 2022: Boom, Boom, Bruno (Fernsehserie, 6 Folgen)
- 2023: SOKO Potsdam (Fernsehserie, Folge Prost)
- 2023: SOKO Leipzig (Fernsehserie, Folge Schmerzgrenze)
- 2023: Der Bremerhaven-Krimi: Tödliche Fracht (Fernsehreihe)
- 2024: WaPo Bodensee (Fernsehserie, Folge Ganovenehre)
- 2024: Informant – Angst über der Stadt (Fernsehserie, 6 Folgen)
- 2024: Das Meer ist der Himmel

## Theater (Auswahl)
2012–2017: Staatstheater Kassel
- 2012–2013: Hexenjagd, Rolle: Tituba, Regie: Patrick Schlösser
- 2012–2017: Anne Frank, Rolle: Anne Frank, Regie: Dieter Klinge
- 2013–2014: Der Kirschgarten, Rolle: Dunjascha, Regie: Patrick Schlösser
- 2013–2014: Drei Haselnüsse für Aschenbrödel, Rolle: Aschenbrödel, Regie: Patrick Schlösser
- 2014: Urfaust, Rolle: Gretchen, Regie: Volker Schmaloer
- 2015–2016: Tyrannis, Regie: Ersan Mondtag
- 2015–2016: Die Schutzbefohlenen, Regie: Philipp Rosendahl
- 2016: Terror, Rolle: Staatsanwältin Nelson, Regie: Patrick Schlösser
- 2016–2017: Maji Maji Flava, Regie: Sophia Stepf

2017–2019: weitere Engagements
- 2017: Der Widerspenstigen Zähmung, Rolle: Katharina, Regie: Volker Lechtenbrink, Ernst Deutsch Theater
- 2018–2019: Geächtet, Rolle: Jory, Regie: Nicolai Sykosch, Staatsschauspiel Dresden
- 2019: Am Königsweg, Regie: Nikolaus Habjan, Landestheater Niederösterreich

2019–2022: Staatstheater Hannover
- 2020: Der Beginn einer neuen Welt, Regie: Theresa Henning
- 2020: Das Bildnis des Dorian Gray, Regie: Nikolas Darnstädt
- 2020: Der Mordfall Halit Yozgat, Regie: Ben Frost
- 2020: Furien des Erinnerns, Regie: Fräulein Wunder AG
- 2021: Woyzeck, Rolle: Marie/Andres, Regie: Lilja Rupprecht
- 2021: 1000 Serpentinen Angst, Regie: Miriam Ibrahim

## Hörspiele
- 2021: Once a Beauty, Rolle: Leyla – Regie: Bodo Traber, Kriminalhörspiel, WDR Köln
- 2021: Vom Wind verweht – Die Prissy Edition, Rolle: Siraad – Regie: Jörg Schlüter, WDR Köln